# Dimítris Diamantídis
Dimítrios Diamantídis (en grec Δημήτριος Διαμαντίδης), souvent appelé Dimítris Diamantídis (Δημήτρης Διαμαντίδης), né le 6 mai 1980 à Kastoria, est un joueur grec de basket-ball.
Considéré comme l'un des meilleurs joueurs en Europe, il remporte un championnat d'Europe avec la sélection grecque et une médaille d'argent mondiale. Avec son club du Panathinaïkos, dont il porte le maillot depuis 2004, il remporte trois Euroligue : 2007, 2009 et 2011. Lors de cette dernière saison, il est désigné meilleur joueur de la compétition et meilleur joueur du Final Four. Il a déjà obtenu ce dernier titre lors de la victoire de 2007. Il est également élu à six reprises meilleur défenseur de l'Euroligue.
Diamantídis prend sa retraite sportive à la fin de la saison 2015-2016 et son numéro 13 est retiré par le Panathinaïkos.

## Biographie

### Débuts et Iraklis Salonique
Grandissant dans une ville traditionnellement liée au football, c'est naturellement dans ce dernier sport qu'il débute avant de rejoindre le basket-ball. Il est alors surnommé Toni par ses coéquipiers de Kastoria pour son admiration envers Toni Kukoč et par le fait que, comme ce dernier, il est gaucher. Il rejoint le club de l'Iraklis Salonique en 1999. Avec celui-ci, il dispute dès sa première saison la coupe Saporta, compétition où le club échoue en quart de finale face à un autre club grec, l'AEK Athènes. Ses statistiques pour sa première saison européenne sont de 1,8 point, 1,2 rebond et 0,4 passe en 13 minutes 8. La saison suivante, l'Iraklis dispute la Suproligue. Le club grec échoue en huitième de finale face au club allemand de l'Alba Berlin en trois manches sur le score de deux à un. Il profite des 14 minutes 2 de moyenne, sur treize rencontres, pour inscrire un total de 28 points, soit une moyenne de 2,2. Ses autres statistiques sont de 1,8 rebond et 1,2 passe. En 2002, l'Iraklis retrouve la coupe Saporta, s'inclinant en huitième de finale face à l'UNICS Kazan en huitième de finale. le temps de jeu de Diamantídis est désormais de 27 minutes 7 et ses statistiques sont en hausse : 7,1 points, 5,2 rebonds, 2,8 passes, 1,7 interception et 0,8 contre. En Grèce, il obtient trois participations au All star-Game, en 2002, 2003 et 2004. Il est désigné meilleur joueur de la ligue pour la saison 2003-2004, saison où il est nommé dans le meilleur cinq de la ligue et remporte également le titre de meilleur défenseur.

### Panathinaïkos
Diamantídis doit attendre la saison 2004-2005 et son arrivée au Panathinaïkos pour retrouver les parquets européens. Débutant dans le cinq majeur lors de vingt des vingt-cinq rencontres européennes, il présente des statistiques de 8,5 points, 3,7 rebonds, 3,1 passes, 2 interceptions en plus de 27 minutes. Le Panathinaïkos se qualifie pour le Final Four de Moscou mais s'incline en demi-finale face au Maccabi Tel-Aviv sur le score de 91 à 82. Durant cette rencontre, Diamantídis possède la meilleure évaluation de son équipe avec 24, celle-ci étant liée à des statistiques de 16 points inscrits, 3 sur 3 à deux points et 2 sur 4 à trois points, 5 rebonds, 5 passes et 3 interceptions. Sur le plan personnel, il est désigné meilleur défenseur de l'Euroligue. Il remporte ses premiers trophées sur les parquets grecs avec le championnat de Grèce - victoire trois à un face à l'AEK Athènes - et la coupe de Grèce face à l'Aris Salonique. Il est également récompensé d'un titre de meilleur défenseur de la Ligue ESAKE. Il participe également au All star-Game de la ligue.
La saison suivante, le Panathinaïkos domine de nouveau le basket-ball grec, terminant avec un bilan de 24 victoires pour 2 défaites la phase régulière, puis ne concédant aucune défaites lors des playoffs pour s'imposer face à l'Olympiakós. Diamantídis cumule les titres de meilleur joueur et défenseur de la ligue, et est nommé dans le meilleur cinq de la ligue. Il dispute de nouveau le All star-Game. Il remporte également la coupe de Grèce après une victoire 68 à 57 face à Marroussi. En Euroligue, le Panathinaikos s'incline deux à un face au TAU Vitoria en quart de finale. Les statistiques de Diamantídis sur la saison sont de 8,7 points, 4,5 rebonds, 2,9 passes, 2,3 interceptions. Il est de nouveau désigné meilleur défenseur de l'Euroligue.
L'objectif de la saison 2006-2007 est de disputer, et remporter, le Final Four de l'Euroligue disputé à l'O.A.K.A. surnom de l''Olympic Indoor Hall, salle où évolue le Panathinaïkos. Pour rejoindre ce Final Four, le club grec termine en tête de son groupe lors du premier tour, onze victoires pour trois défaites, puis de son groupe du Top 16, cinq victoires, une défaite, et se qualifie aux dépens du Maccabi en trois manches lors du quart de finale. Le Panathinaïkos s'impose face à Vitoria sur le score de 67 à 57 pour obtenir le droit de disputer la finale face au CSKA Moscou. Le Panathinaïkos remporte finalement cette rencontre sur le score de 93 à 91. La prestation de Diamantídis lors de la finale - 15 points avec 2 sur 2 à deux points, 2 sur 2 à trois points et 5 sur 6 aux lancers francs, 3 rebonds, 3 passes, 2 interceptions, soit une évaluation de 22 en 28 minutes 45 - lui permet d'obtenir le titre de meilleur joueur du Final Four. Il est également désigné dans la All-Euroleague team, premier cinq de l'Euroligue, et il reçoit pour la troisième fois consécutive le trophée de meilleur défenseur. En Grèce, après s'être imposé en coupe de Grèce sur le score de 87 à 48 face au Rethymno Aegean, le Panathinaïkos, qui a terminé premier de la phase régulière avec 24 victoires et deux défaites, dispute la finale du championnat face à l'Olympiakós. La décision se fait lors de la cinquième et ultime rencontre de la série sur le score de 89 à 76, Diamantídis étant désigné meilleur joueur de la rencontre. Son excellente saison 2007 lui permet de recevoir en décembre le titre de Mr. Europa, titre décerné par le magazine italien Superbasket.
Lors de l'Euroligue 2007-2008, le Panathinaïkos s'incline lors de la dernière journée du Top 16 face au KK Partizan Belgrade, ce qui le prive de participation au Final Four. Diamantídis est toujours le meilleur défenseur en Europe, quatrième titre consécutif. Ses statistiques sur la saison européenne sont de 8,5 points, 5,3 rebonds, 3,3 passes, 1,8 interception. Les joueurs de Željko Obradović, l'entraîneur du club grec, remportent deux nouveaux titres en Grèce, la coupe grâce à une victoire 81 à 79 en finale face à l'Olympiakós, et le championnat en s'imposant trois victoires à deux, 90 à 76 lors de la cinquième rencontre, toujours face à son rival du Pyrée.
En 2008-2009, le Panathinaïkos continue à dominer le basket-ball grec en remportant la coupe de Grèce, 80 à 70 face à l'Olympiakós, Diamantídis obtenant le titre de MVP grâce à 16 points, dont trois tirs à trois consécutifs lors de la dernière période. Ces deux équipes sont de nouveau opposées en finale du championnat, les joueurs d'Obradović emportant finalement la série sur le score de quatre à un, 94 à 81 lors de l'ultime rencontre. Diamantídis récupère le titre de Defensive Player of the Year. En Europe, le Panathinaïkos réalise cinq victoires en six rencontres lors du Top 16 puis élimine les Italiens de Montepaschi Sienne en quart de finale. La demi-finale du Final Four de Berlin oppose les deux grands clubs grecs, le Panathinaïkos s'imposant finalement 84 à 82 face à l'Olympiakós. L'affiche de la finale est la même que celle de deux ans auparavant à Athènes, Moscou se qualifiant aux dépens de Barcelone. Comme en 2007, c'est le club grec qui s'impose grâce à une victoire 73 à 71, remportant ainsi le cinquième titre de son histoire. Diamantídis est toujours le meilleur défenseur en Europe et obtient des statistiques de 8,5 points, 4,4 rebonds, 3,1 passes, 1,5 interception.
En 2010, l'Olympiakós met enfin un terme à la domination du Panathinaïkos sur le basket-ball grec en s'imposant en finale de la coupe de Grèce sur le score de 68 à 64. Par contre, en championnat, Diamantídis et ses coéquipiers prennent leur revanche sur l'Olympiakós en s'imposant trois à un, 76 à 69 lors du dernier match. Diamantidis retrouve une place dans le premier cinq de la compétition et remporte un nouveau titre de meilleur défenseur. Sa saison européenne se termine en Top 16 où les Grecs sont éliminés par Barcelone et Belgrade. Le Russe Viktor Khryapa est le premier joueur à priver Diamantídis du titre de meilleur défenseur de l'Euroligue, le Grec étant alors le seul détenteur du trophée depuis sa création en 2005.
Comme la saison précédente, l'Olympiakós s'impose en finale de la coupe de Grèce, 74 à 68, mais s'incline, toujours en quatre manches, face au Panathinaïkos en championnat. Diamantídis remporte un nouveau titre de MVP de la ligue et de meilleur défenseur. En Europe, un bilan de quatre à deux en Top 16 permet à son club de disputer les quarts de finale disputés au meilleur des cinq manches. Le Panathinaïkos élimine le tenant du titre Barcelone sur le score de quatre à un. En demi-finale, Sienne s'incline face au club grec qui se voit opposer au Maccabi en finale. le club israélien ne peut priver les Grecs d'une sixième victoire dans cette compétition, ceux-ci s'imposant sur le score de 78 à 70. Diamantídis, avec 9 passes, 8 points à 1 sur 3, 4 rebonds et 2 interceptions en demi-finale contre Sienne puis avec 16 points à 4 sur 10, 9 passes, 5 rebonds et 2 interceptions, est désigné meilleur joueur du Final Four. Il est également désigné meilleur joueur de la compétition.
Le Panathinaïkos est battu en quart de finale par le FC Barcelone lors de l'Euroligue 2012-2013 dans une série très serrée. Diamantídis, deuxième meilleur passeur et cinquième meilleur intercepteur, est élu dans le meilleur cinq de la compétition.
Diamantídis est nommé meilleur joueur de la 13e journée du Top 16 de l'Euroligue 2013-2014 avec une évaluation de 31 (13 points, 6 passes décisives et 4 rebonds) dans la victoire du Panathinaïkos contre l'Unicaja Málaga. À la fin de la saison, il devient le meilleur passeur de l'histoire de l'Euroligue, battant le précédent record de Theodoros Papaloukas. Son record est battu en 2018 par Vasílios Spanoúlis. Diamantidis est aussi le meilleur intercepteur de l'histoire de l'Euroligue. Sa saison d'Euroligue s'arrête toutefois en quart de finale puisque le Panathinaïkos est battu par le CSKA Moscou en 5 manches.
En octobre 2014, Diamantidis devient le premier joueur à dépasser les 1 000 passes décisives en Euroligue.

### Sélection
En 2000, il figure dans l'équipe qui termine septième du championnat d'Europe des 20 ans et moins disputé en Macédoine. Il intègre l'équipe de Grèce l'année suivante. Il remporte la médaille d'argent des Jeux méditerranéens de 2001 disputés en Tunisie. Après avoir participé aux qualifications pour le championnat d'Europe 2003, il participe à la phase finale de celui-ci disputée en Suède. Sa contribution à sa sélection est de 2,5 points, 2,2 rebonds et 2,3 passes. Après un premier tour invaincue, la Grèce s'incline en quart de finale face à l'Italie sur le score de 62 à 59 pour finir ensuite la compétition à la cinquième place. 
Lors des jeux olympiques de 2004 à Athènes, il réalise l'une de ses meilleures performances sur le tournoi lors du match de classement contre Porto Rico, match remporté 85 à 75 par les Grecs, avec 7 points, 8 rebonds, 3 passes et 1 interception. La Grèce remporte le second titre européen de son histoire en 2005 dans une compétition disputée en Serbie. Dirigée par 
Panayótis Yannákis, qui a été champion d'Europe en tant que joueur lors du premier titre en 1987, la Grèce domine la Russie en quart de finale, puis la France avec un final où elle comble sept points en quarante seconde, Diamantídis inscrivant le dernier tir, un trois points qui donne la victoire à son équipe sur le score de 67 à 66,. Ses statistiques sur la partie sont de 7 points, 2 rebonds, 3 passes et 2 interceptions en 26 minutes puis de 2 points - 1 sur 1 aux tirs - 5 rebonds, 3 passes, 4 interceptions en finale face à l'Allemagne. Cette rencontre est finalement remportée 78 à 62 par les Grecs. Il termine également au premier rang du classement des passeurs avec une moyenne de 5,0 passes, ses autres statistiques étant de 5,4 points, 5,1 rebonds - seizième du tournoi - 2,9 interceptions - quatrième. Il est également nommé dans le premier cinq de la compétition, en compagnie de son compatriote Theódoros Papaloukás, de l'Espagnol Juan Carlos Navarro, du Français Boris Diaw et de l'Allemand Dirk Nowitzki, désigné meilleur joueur.
L'été suivant, la Grèce dispute le championnat du monde. Après avoir de nouveau éliminés la France, en quart de finale, les Grecs battent les Américains sur le score de 101 à 95 en demi-finale, grâce à 22 points de Vasílios Spanoúlis, Diamantídis inscrivant 12 points - 4 sur 6 dont 2 sur 3 à trois points, captant 3 rebonds et délivrant 5 passes. En finale, les Grecs sont totalement dominés par l'Espagne bien que celle-ci soit privée de Pau Gasol. Les Espagnols s'imposent sur le score de 70 à 47. Diamantídis, qui marque 4 points, capte 4 rebonds, et réussit 3 passes présente des statistiques de 8,4 points, 3,9 rebonds et 2,9 passes sur l'ensemble de la compétition. Ces deux équipes sont de nouveau opposées lors d'une rencontre décisive lors du championnat d'Europe 2007. Lors de cette demi-finale, remportée 82 à 77, Diamantídis n'inscrit que 6 points, 1 sur 6 aux tirs et 4 lancers francs sur 4, mais capte 9 rebonds, délivre 3 passes et réussit 2 interceptions. Ses statistiques lors du match suivant, match qui offre une qualification directe pour les jeux de Pékin en cas de victoire, sont de 7 points, 7 rebonds, 4 passes, 1 interception. Cela s'avère toutefois insuffisant pour battre la Lituanie, vainqueure sur le score de 78 à 69.
La Grèce est ainsi obligée de passer par un Tournoi préolympique en 2008 pour obtenir son billet lors des jeux de Pékin. Les statistiques de Diamantídis lors de ce tournoi de qualification sont de 11 points, 4,2 rebonds et 3,8 passes. Lors du tournoi olympique, la Grèce s'incline en phase de poule face aux deux favoris de la compétition, l'Espagne et les États-Unis, par 81 à 66 et 92 à 69. C'est l'Argentine qui met un terme aux ambitions olympiques des Grecs en quart de finale grâce à une victoire 80 à 78. Diamantídis, 6 points, 5 rebonds, 3 passes, 1 interception lors de cette dernière rencontre présente des statistiques de 7,3 points, 3,5 rebonds et 2,3 passes sur le tournoi.
Diamantídis est absent du championnat d'Europe 2009 en raison d'une double chirurgie laparoscopique effectuée en juin. La saison suivante, il figure parmi les joueurs retenus pour disputer le championnat du monde 2010 en Turquie. Lors de cette compétition, il inscrit 10 points, capte 3,5 rebonds et 3,8 passes en moyenne. La Grèce subit de nouveau une défaite face à l'Espagne, en huitième de finale. À l'issue de cette rencontre, Diamantídis annonce sa retraite internationale.

## Club
- Kastoria
- Iraklis Salonique
- depuis 2004 : Panathinaïkos

## Palmarès

### Club
- Vainqueur de l'Euroligue : 2007, 2009, 2011
- Champion de Grèce : 2005, 2006, 2007, 2008, 2009, 2010, 2011, 2013, 2014
- Vainqueur de la Coupe de Grèce: 2005, 2006, 2007, 2008, 2009, 2012, 2013, 2014, 2015, 2016

### Équipe nationale
- Championnat du monde
  -  Médaille d'argent du Championnat du monde 2006
- Championnat d’Europe
  -  Médaille d’or du championnat d'Europe de basket-ball 2005 en Serbie

### Distinctions personnelles
Diamantidis reçoit de nombreuses individuelles. En Grèce, il est désigné à cinq reprises meilleur joueur de la ligue, en 2004 alors qu'il évolue avec l'Iraklis, puis en 2006, 2007, 2008, 2011 et 2014. Est  meilleur joueur (MVP) de la finale du Championnat de Grèce  en 2006, 2007, 2008, 2009, 2011, et 2014. Élu dans le cinq majeur de la ligue en 2004, 2005, 2006, 2007, 2008, 2010, 2011, 2012, 2013 et 2014. Il est désigné à de nombreuses reprises meilleur défenseur de la ligue, en 2004, 2005, 2006, 2009, 2011. Il est également désigné meilleur joueur de la finale de coupe de Grèce lors de l'édition de 2009 et 2016. Il dispute les All Star-Game de la ligue grecque en 2003, 2004, 2005, 2006, 2007, 2008, 2009, 2010, 2011, 2013, 2014. Il obtient le titre de Joueur grec de l'année 2007.
En Europe, il devient le premier détenteur du trophée de meilleur défenseur attribué depuis 2005. Il remporte le même titre les quatre saisons suivantes, puis retrouve ce trophée en 2011 après l'avoir laissé pendant une saison au Russe Viktor Khryapa. Lors de cette édition de 2010, il est devancé dans les votes par Khryapa et par Ricky Rubio. Il remporte à deux reprises le titre de meilleur joueur du Final Four, lors des victoires de 2007 et 2011. Il obtient le titre de meilleur joueur de la saison en Euroligue lors de la saison 2010-2011. Il termine à quatre reprises dans le premier cinq de la compétition, All-Euroleague First Team, en 2007, aux côtés de Theódoros Papaloukás, Juan Carlos Navarro, Trajan Langdon, Luis Scola et Nikola Vujčić,, en 2011, avec Juan Carlos Navarro, Fernando San Emeterio, Sofoklís Schortsianítis et Mike Batiste, en 2012 avec Vassilis Spanoulis, Erazem Lorbek, Nenad Krstić et Andrei Kirilenko, le MVP de la compétition, et en 2013, où il est de nouveau présent avec Vassilis Spanoulis, Rudy Fernández, Ante Tomić et Nenad Krstić. Diamantidis est membre de l'équipe type Euroleague All-Decade Team de la décennie 2001-2010 en Euroligue.
Lors de la saison 2010-2011, il est désigné meilleur joueur de la troisième journée de la phase régulière, et du mois de décembre. Lors de la saison suivante, il est désigné à deux reprises meilleur joueur de la journée, lors des premières et cinquièmes journées des quarts de finale, rencontre où il présente des évaluations de 31 et 34. Cela contribue à son élection au titre du meilleur joueur du mois de mars.
Lors des compétitions internationales disputées avec la sélection grecque, il est désigné dans le meilleur cinq du championnat d'Europe 2005. En 2007, Diamantidis est élu joueur européen de l'année par la FIBA.